# Nepal na Letnich Igrzyskach Paraolimpijskich 2004
Nepal na Letnich Igrzyskach Paraolimpijskich 2004 w Atenach reprezentowała jedna zawodniczka – lekkoatletka. Był to debiut reprezentacji Nepalu na igrzyskach paraolimpijskich.

## Wyniki

### Lekkoatletyka
Kobiety
- Nirmala Gyawali – pchnięcie kulą F12, nie zaliczyła żadnej mierzonej próby[2].